# NK Gromiljak Kiseljak
NK Gromiljak je hrvatski bosanskohercegovački nogometni klub iz Gromiljaka kod Kiseljaka. Djelovao prvih godina neovisnosti Bosne i Hercegovine i natjecao se u nižim ligama. Natjecao se u Drugoj ligi Herceg-Bosne skupina Srednja Bosna 1994./95., 1995./96.. Danas klub djeluje samo preko malonogometne sekcije, područje Kiseljaka i u mladim kategorijama.